# La barraca
La barraca („Die Scholle“) ist ein Roman des spanischen Schriftstellers Vicente Blasco Ibáñez.
Der Roman entstand zwischen Oktober und Dezember 1898 in Valencia (Spanien). Er spielt in der Huerta de Valencia (fruchtbares Gebiet bei Valencia) und zeigt den nicht enden wollenden Kampf zwischen Großgrundbesitzern und deren einfachen Pächtern, die nur durch gegenseitige und nachbarschaftliche Unterstützung überleben können. Als die ohnehin angespannte Situation jedoch eskaliert, kommt es zu großen Konflikten, Gewalt, Zerstörung und Tod.

## Inhalt
1. Kapitel

Einführung in die Huerta von Valencia (Fruchtbares Gebiet bei Valencia). Eine neue Familie besiedelt Barrets Land.
2. Kapitel

Rückblende: 

Don Salvador kündigt Barret den Pachtvertrag, worauf Barret Don Salvador schlussendlich umbringt. Seitdem liegt, laut den Anwohnern der Huerta, ein Fluch auf dem ehemaligen „Land von Barret“, wie es immer genannt wird. Don Salvadors Söhne suchen verzweifelt neue Pächter.
3. Kapitel

Die Familie von Batiste zieht in die Barraca (valencianisches Bauernhaus) auf Barrets Land. Sie richtet die verwilderten Felder wieder her und bringt die Barraca in Schwung. Die Anwohner der Huerta fühlen sich dadurch gestört und hassen die neue Familie deshalb. Sie verhalten sich relativ ruhig, aber beobachten die Familie ständig misstrauisch und schließen sie völlig aus dem gemeinschaftlichen Leben in der Huerta aus. Pimento, der Raufbold der Huerta, gibt Batiste eine Warnung und rät ihm wegzuziehen.
4. Kapitel

In Valencia findet vor der Kathedrale eine Gerichtsverhandlung des Wasser-Tribunals statt. Dieses entscheidet über Unstimmigkeit der Bauern in der Huerta und teilt die Urteile auf der Stelle mündlich mit. Batist wird zu einer Geldstrafe verurteilt, da ihn Pimento beschuldigte, unerlaubterweise Wasser für seine Felder abgeleitet zu haben. Am selben Tag (aber erst nach der Gerichtsverhandlung) leitet Batiste tatsächlich widerrechtlich Wasser auf seine Felder, da ihm sonst seine Saat vertrocknet. Er wäre eigentlich erst nach zwei Wochen wieder an der Reihe. Es lädt ihn aber niemand vor das Tribunal, weil alle wissen, dass er sich mit einer Flinte bereithält.
5. Kapitel

Dieses Kapitel wird vollständig aus der Sicht von Batistes Tochter Roseta erzählt. Es gibt erneut eine Rückblende. Bis am Schluss laufen die Handlungsstränge von diesem und dem letzten Kapitel jedoch wieder zusammen.
Roseta wird in der Seidenfabrik in Valencia, wo sie arbeitet, ebenso ausgeschlossen, wie die ganze Familie in der Huerta. Sie muss sich etliche Streiche und böse Beschimpfungen von anderen Fabrikarbeiterinnen gefallen lassen, da sie durch ihren Fleiß viel verdient. Am Abend auf dem Heimweg, wenn es bereits dunkel ist, hat sie immer große Angst vor den Menschen aus der Huerta, die ihr begegnen und sie allenfalls vergewaltigen könnten.
An einem Abend begleitet sie der schüchterne Junge Nelet, der Enkel des alten Schäfers Tomba, ohne viele Worte nach Hause. Mit ihm fühlte sie sich viel sicherer in der Nacht. Am nächsten Tag geschieht dasselbe wie durch einen Zufall noch einmal. Da erst bemerkte Roseta, dass es kein Zufall war. Ihr kommen andere Situationen in den Sinn, in welchen Nelet sie auch schon zuvor einige Male beobachtet und verfolgt hat. Ihr Leben scheint fortan grundlegend verändert.
Zwei Tage später gesteht Nelet ihr, dass er sie liebt. Seitdem laufen sie am Abend immer zusammen zur Barraca. Alles geht gut, bis der Batiste Wind von der verheimlichten Beziehung kriegt. Er befiehlt Roseta alleine heimzulaufen. An einem Sonntag, an dem Roseta nicht arbeiten muss, wird sie beim öffentlichen Brunnen, von den dort versammelten Mädchen aus der Huerta, zusammengeschlagen. Die Mädchen provozierten sie zuvor mit den Lügen über ihren Vater, dass sie es nicht unterlassen konnte eines der Mädchen zu schlagen.
6. Kapitel

Don Joaquin, der Lehrer der Huerta, unterrichtet in einer verfallenen Mühle die Kinder aus den Barracas in der Gegend. Unter anderen auch die drei Jungen von Batiste. Der Lehrer ist sehr streng, er benutzt häufig das „Rohr“, um die Kinder zu züchtigen. Diese sehen die Notwendigkeit der Bildung nicht ein und sind auch nicht besonders begabt. Don Joaquin lebt von dem Geld, welches die Eltern für die Kinder bezahlen. Oft zahlen die Eltern aber zu spät oder gar nicht.
Auch die drei Söhne von Batiste müssen sich auf dem Heimweg fürchten. Sie müssen häufig gegen andere Schulkinder kämpfen. Das wichtigste dabei ist, den Kleinsten von ihnen, Pascualet, zu verteidigen und zu schützen.
7. Kapitel

Das Unheil suchte die Familie Borrul auch weiterhin heim: Der älteste Sohn Batistet war von einem Kampf mit gleichaltrigen überall verwundet. Der kleinste Sohn, Pascualet, war ebenfalls einem Kampf zum Opfer gefallen und wäre dabei fast im Sumpf ertrunken. Zudem ist der Esel Morrut gestorben.
Nun geht der Vater Batiste in die Stadt Valencia, um sich in dem trockengelegten Flussbett des Guadalaviars einen Esel zu kaufen. Dazu musste er aber bei den Söhnen Don Salvadors eine kleine Summe leihen. Dafür lässt er sich zuvor in einem Freiluft-Frisiersalon den Bart schneiden.
Er kauft sich statt einem neuen Esel ein ziemlich gutes Pferd. Zuhause geht es dem kleinen Pascualet bereits so schlecht, dass er bald sterben wird. Alle versammeln sich deshalb im Haus um ihn. Währenddessen wird das Pferd, das alleine draußen steht angestochen. Es ist nicht sicher, dass es überlebt. Darauf nimmt Batiste seine Flinte und will in der Wut den vermeintlichen Feind, Pimento, umlegen gehen. Dieser verschanzt sich aber in seiner Barraca, worauf Batiste erschöpft von seinem Wutanfall im Gras zusammenbricht und sich wünscht auch sterben zu können, wie sein Sohn. Bald darauf kommt der Schafhirte Tomba und erklärt ihm, er habe ihn ja bereits zu Beginn vor dem Fluch, der auf Barrets Land gewarnt. Batiste solle nun, bevor er jemanden umbringt und im Zuchthaus landet, verschwinden und irgendwo anders ein schönes Leben führen.
8. Kapitel

Über die Nacht hat sich die Nachricht von Pascualets Tod in Windeseile verbreitet. Am nächsten Morgen kommen zuerst zwar nur zaghaft, aber später immer mehr Frauen, die echte Trauer und Mitgefühl (z. T. auch ein schlechtes Gewissen) haben in die Barraca von Batiste. Die Familie lässt dies zu und ist je länger desto mehr positiv überrascht. Denn sogar die Frau von Pimento kommt und bekundet ihre echte Trauer. Später kommen auch einige Männer aus der Huerta. Pimento ist derweil etwas geknickt und verwirrt, da er am Abend zuvor nicht den Mut hatte vor den zu recht wütenden Feind zu treten.
Der Lehrer Don Joaquin erklärt Batiste, dass dies, abgesehen vom traurigen Tod, ein sehr guter Moment ist. Die Leute haben sich überwunden und zeigen ihre Zuneigung zu Batistes Familie. Batistes Unglück hat sie umgestimmt. Batiste zieht am Abend Bilanz. Er kann nun ein besseres Leben ohne den Hass der gesamten Bevölkerung der Huerta leben. Aber der Preis dafür war sein Sohn Pascualet.
9. Kapitel

Die folgende Zeit ist eine angenehm ruhige und schöne Zeit. Es kommt der Tag San Juan, der die Ernte der Felder einläutet. Batiste kann eine große Ernte einfahren und ist zudem in der Huerta nicht mehr gehasst. Die Leute grüßen ihn, wenn auch nicht so wie einen anderen. Zudem lässt man seine Kinder in Ruhe. Er konnte das leben wieder genießen und war sehr glücklich über die reiche Ernte.
Am Ende der Erntezeit, machen Pimento und zwei andere Saufbrüder eine Wette in der gut bekannten Schenke „Zum Vollen Glas“. Sie wollen so lange Karten spielen und nichts anderes als Branntwein dazu trinken, bis zwei von ihnen am Boden liegen. Derjenige, der übrig bleibt soll der Gewinner sein. Diese Wette dauerte über zwei Tage. So will auch Batiste einen Blick auf das Schauspiel werfen, das von sehr vielen Bauern der Huerta besucht wurde. Er kommt so zum ersten Mal in die Schenke. Beim Gespräch, welches die anderen Bauern mit Pimento führen, kommt aber der Hass gegen Batistes Familie wieder auf. Pimento macht seiner Zuhörerschaft klar, dass die Großgrundbesitzer bei der letzten Pachtzahlung sich nur deshalb so seltsam verhielten, weil sie vor den Bauern weniger Angst haben. Früher, als die Felder des alten Barrets noch brach lagen, wurden sie immer wieder an die brutale Ermordung von Don Salvador erinnert. Doch nun, wo sich eine fremde Familie eingenistet hat, haben die Grundbesitzer viel weniger Angst und drohen vielen Pächtern mit dem Wegschicken, wenn sie nicht bald die volle Pacht bald bezahlen.
Nun droht man Batiste mit dem Tod, wenn er Barrets Land, die Scholle, nicht verließ. Auf die Frage, ob er jetzt vorhabe sie zu verlassen, antwortete er: Nein. Darauf gab ihm Pimento eine Ohrfeige. Dann packt Batiste in seiner Wut einen Schemel und schlägt damit Pimento so fest, dass er eine schlimme Wunde am Schädel hat und zu Boden sinkt. Es gibt einen riesigen Tumult, doch niemand hatte den Mut Batiste anzugreifen. Dieser kann sich davonschleichen und geht nach Hause.
10. Kapitel

Die Familie von Batiste muss wieder auf ihrem Land zurückgezogen und in Angst leben. Nur Batiste unternimmt noch Gänge außerhalb seines Grundstücks. Er wird von den Bewohnern der Huerta nicht gegrüßt, aber auch nicht beschimpft, wie es am Anfang der Fall war. Er trägt immer seine Flinte mit sich herum. Zudem findet er es sogar langsam interessant sich gegen die Bauern aufzulehnen und sie mit seiner Flinte in Schach zu halten. (Er erwartet immer noch eine Rache wegen des Schlages gegen Pimentos Schädel.)
Batistes Familie hat immer Angst, wenn Batiste das Haus verlässt. Einerseits, weil er jemanden Töten könnte, andererseits, weil jemand ihn töten könnte.
Eines Abends, als Batiste spät vom jagen im Sumpfgebiet heimkehrt, wird er von Pimento angeschossen. Er folgte diesem sofort und feuert zwei Schüsse auf ihn. Nach den Blutspuren zufolge hatte er auch getroffen. Zuhause muss man ihn dann verbinden. Doch die halbe Huerta hat in der Nacht die vier Schüsse mitgekriegt. So kommen die Leute am nächsten Tag von überall her, um Pimento zu sehen. Batiste hatte Wundfieber und beobachtete das treiben bei Pimentos Barraca. Am Abend vernimmt er, dass Pimento gestorben ist.
In der nächsten Nacht hat Batiste schlimme Alpträume, doch als er aufwacht und zu sich kommt bemerkt er, dass etwas davon der Wahrheit entsprach: seine Barraca brannte. Er weckt die ganze Familie und sie schaffen es gerade noch aus der bald zusammenstürzenden Barraca zu fliehen. Auch das Pferd läuft bald heraus. Niemand will Batistes Familie helfen, weil sie von allen gehasst wird. So sind sie wieder heimatlos und müssen endlos von Hunger geplagt umherziehen. Ihre Träume von Frieden und einem Heim wurden grausam vernichtet.

## Filme
- Roberto Gavaldón (Regie): La barraca. Mexiko, 1945
- León Klimovsky (Regie): La barraca. Divisa Home Video, Valladolid 2003 (4 DVDs, ca. 480 Min.)